# Clatsop
Els clatsop són una petita tribu d'amerindis dels Estats Units que constitueix una fracció dels chinook del Pacífic Nord-oest dels Estats Units. A començaments del segle xix vivien a la costa nord-oest de l'estat d'Oregon, a les boques del riu Columbia i al sud de Tillamook.

## Idioma
Segons Franz Boas, el seu nom prové de Lā'k!ēlak, "salmó assecat", i el nom podria ser el d'un sol assentament. El dialecte clatsop usat per la tribu és un dialecte gairebé extingit del baix chinook. Quan l'expedició de Lewis i Clark va contactar amb ells molts clatsops parlaven chinook jargon i alguns parlaven un dialecte del nehalem.
El chinook jargon és una llengua comercial que antigment era força parlada a la costa del Nord-oest del Pacífic. Molts noms de la zona provenen del chinook jargon, per exemple, Neakahnie Mountain "la muntanya", i Ecola Creek and Park — "balena". Tradicionalment es dedicaven a la pesca del salmó.
Les viles més conegudes de la tribu eren:
- Konope, vora les boques del Columbia.
- Neacoxy, la principal vila d'hivern, al costat del mar, a les boques del Neacoxie Creek.
- Neahkeluk, a Point Adams.
- Niakewankih, al sud de Point Adams als marges d'Ohanna Creek.
- Neahkstowt, vora l'actual Hammond.
- Necotat, al lloc de Seaside.

## Demografia
Segons James Mooney (1928), el 1780 eren uns 300, el mateix nombre que van dir Lewis i Clark el 1806. El 1875 uns pocs supervivents es van integrar en la reserva índia de Grande Ronde, on el 1910 en foren censats 26. Segons el cens dels Estats Units del 2000 hi havia 52 inclosos en els chinook.

## Història
Es va trobar la tribu a la desembocadura del Columbia el 1805 per l'expedició de Lewis i Clark. L'expedició va batejar el seu últim campament Fort Clatsop per la tribu, el poble més proper era aproximadament a 12 km de distància. La tribu més tard va donar el seu nom al Comtat de Clatsop (Oregon). Segons els diaris de William Clark, els clatsop eren gairebé 200 persones que viuen en tres pobles separats de grans cases de taulers de cedre. Els clatsop visitaren regularment el fort amb finalitats comercials.
La tribu mai s'havia organitzat de forma jeràrquica amb cabdills, sinó en famílies individuals afiliades amb altres en petits llogarets i campaments estacionals situats prop de les fonts d'aliments.
El Clatsop compartien salmó, baies, i productes de caça amb els membres de l'expedició. En contrast amb les interaccions del cos d'enginyers amb els indis de les planures l'hivern anterior, la seva interacció amb els clatsop era més limitada. Els dos grups no es barrejaren per a esdeveniments socials i la fortalesa va ser oberta al comerç només 24 dies durant l'hivern. Part de la raó pot haver estat la relació existent entre el britànics i les tribus chinook costaneres, donant lloc a una demanda chinook de majors preus dels seus productes en un moment que el subministrament de "regals indis" havia minvat. Només dos clatsop, Coboway i Cuscalar, a apareixen regularment en els diaris dels membres del cos.
Per un tractat signat en 1851 la tribu clatsop hagué de cedir el 90 per cent de llurs terres al govern dels Estats Units. Aquest tractat va ser un dels molts al nord-oest que mai van ser ratificats pel Congrés. A diferència d'altres tribus, els membres no estaven obligats a traslladar-se a una reserva, i de fet eren l'única tribu d'Oregon que no es traslladà a una reserva.
Els 200 membres que recentment han organitzat la Confederació Clatsop-Nehalem tenen una edat mitjana de 65 anys i es dispersen a través d'Oregon i el sud-oest de Washington. L'últim parlant conegut del tillamook va morir el 1972. Els Clatsop-Nehalem va sol·licitar l'adhesió tant amb les Tribus Confederades de Siletz com a les Tribus Confederades de Grand Ronde, però van ser rebutjats. El gener de 2001 la tribu chinook (en la qual hi foren inclosos els clatsop) va obtenir el reconeixement oficial, però va ser revocada pel govern de George W. Bush poc després d'assumir el càrrec. El bicentenari de l'expedició de Lewis i Clark en el període 2004-2006 ha proporcionat un renovat interès en l'estat pels Clatsop i Chinook.